# 坂本浩一
坂本浩一（1970年9月29日—），是一個在日本、美國與紐西蘭工作的電影導演、特攝導演。

## 經歷
高中時代就加入了倉田動作特技俱樂部，其後旅美。他也同時兼任特技演員，導演，製片人，電影武打替身團體ALPHA STUNTS的一員，足立區立東綾瀬中学校，專修大學松戶中學校畢業。2002年跟女性特技演員梛野素子結婚。

## 參與作品

### 電視劇
- 《露易絲與克拉克：超人的新歷險》Lois and Clark: The New Adventures of Superman（1993、動作導演）
- 《夢幻戰警》VR Troopers（1994、第二工作組監督）
- 《少年英雄：艾倫史東》（2009、動作導演）
- 《牙狼〈GARO〉～魔戒閃騎～》（2011、第二工作組導演）
- 《POP TEAM EPIC》第二期（2022、真人特攝影像「Endless Love」導演）

### 金剛戰士系列
- 《金剛戰士》Mighty Morphin' Power Rangers（1995 - 1996、第二工作組主任、特技指導（第104 - 106話））
- 《金剛戰士ZEO》Power Rangers Zeo（1996、導演、第二工作組主任）
- 《金剛戰士Turbo》Power Rangers Turbo（1997，導演，動作導演，第二工作組主任）
- 《金剛戰士Space》Power Rangers in Space（1998、導演、動作導演、特技動作協調員、特效監督、最終回劇本原案）
- 《金剛戰士Lost Galaxy》Power Rangers Lost Galaxy（1999、導演、動作導演（第1 - 15話）、特技動作協調員（第16 - 45話）、聯合製片）
- 《金剛戰士Lightspeed Rescue》Power Rangers Lightspeed Rescue（2000、監督、動作指導、聯合製片、特技動作協調員）
- 《金剛戰士Time Force》Power Rangers Time Force（2001、導演、特技動作協調員、聯合製片、動作指導）
- 《金剛戰士Wild Force》Power Rangers Wild Force（2002，導演，動作指導，聯合製片人，特技動作協調員）
- 《金剛戰士Ninja Storm》Power Rangers Ninja Storm（2003，導演，聯合執行製片人）
- 《金剛戰士Dino Thunder》Power Rangers DinoThunder（2004，聯合執行製片人）
- 《金剛戰士SPD》Power Rangers S.P.D（2005，執行製片人）
- 《金剛戰士Mystic Force》Power Rangers Mystic Force（2006， 執行製片人）
- 《金剛戰士Operation Overdrive》Power Rangers Operation Overdrive（2007， 執行製片人）
- 《金剛戰士 Jungle Fury》Power Rangers Jungle Fury（2008 ，執行製片人，第二工作組主任）
- 《金剛戰士RPM》Power Rangers RPM（2009， 執行製片人）
- 《金剛戰士SAMURAI》Power Rangers Samurai（2011年，動作導演（1 - 20集），演員武術指導（1 - 20集））

### 戰隊系列
- 電視劇
  - 《魔法戰隊魔法連者》（2005）- 紐西蘭工作組動作指導
  - 《獸拳戰隊激氣連者》（2007）- 紐西蘭工作組動作指導
  - 《海賊戰隊豪快者》（2011）- 導演
  - 《獸電戰隊強龍者》（2013 - 2014年） - 導演
  - 《獸電戰隊強龍者BRAVE》（파워레인저 다이노포스 브레이브）（2017年） - 導演、動作導演
  - 《連續4週特別篇 超級戰隊最強對戰！！》（2019年） - 導演、動作導演
  - 《騎士龍戰隊龍裝者》（2019年） - 導演
  - 《魔進戰隊煌輝者》（2020年） - 導演
- 劇場版
  - 《劇場版 獸電戰隊強龍者 GABURINCHO OF MUSIC》（2013年） - 導演
  - 《劇場版 獸電戰隊強龍者 GABURINCHO OF MUSIC》（2014年） - 導演
  - 《劇場版 獸電戰隊強龍者 GABURINCHO OF MUSIC》（2021年）  - 導演、動作導演
- 非電影院首映
  - 《宇宙戦隊キュウレンジャー Episode of スティンガー（日语：宇宙戰隊九連者 Episode of Stinger）》（2017年） - 導演
  - 《魔進戰隊煌輝者VS龍裝者》（2021年） - 導演、動作導演
- 網路廣播
  - 《from Episode of スティンガー 宇宙戦隊キュウレンジャー ハイスクールウォーズ（日语：from Episode of Stinger 宇宙戰隊九連者 高校大戰）》（2017年） - 監督
- 出演
  - 《非公認戰隊秋葉原連者 Season痛》（2013年） - ジョージ・スピルバートン 役（第5話）

### 假面騎士系列
- 電視劇
  - 《Kamen Rider: Dragon Knight》（2009年） - 第二攝影組導演（パイロット版、第1 - 3話）
  - 《假面騎士W》（2010 - 2011）- 導演
  - 《假面騎士Fourze》（2011 - 2012）- 導演
  - 《假面騎士Ghost》（2015 - 2016年） - 導演、分鏡
  - 《假面騎士EX-AID》（2016年） - 導演、分鏡
  - 《假面騎士ZI-O》（2018年） - 導演
  - 《假面騎士聖刃》（2020 - 2021年） - 導演
  - 《假面騎士REVICE》（2021年） - 導演
  - 《假面騎士Geats》（2022年） - 導演
- 劇場版
  - 假面騎士W Forever A至Z/命運的Gaia Memory（2010年） - 導演
  - 假面騎士OOO WONDERFUL 將軍與21枚核心硬幣（2011年） - 「假面騎士Fourze」演出協力
  - 假面騎士×假面騎士 Fourze & OOO Movie大戰 Mega Max（2011年） - 導演、動作導演
  - 假面騎士Fourze The Movie 大家的宇宙來了！（2012年） - 導演、動作導演
  - 假面騎士×假面騎士 Wizard & Fourze MOVIE大戰Ultimatum（2012年） - 導演、動作導演
  - 假面騎士平成Generations Dr.Pac-Man對EX-AID&Ghost with 傳說騎士（2016年） - 導演、分鏡
  - 劇場版 假面騎士REVICE Battle Familia（2022年） - 監督
- 非電影院首映
  - 假面騎士W RETURNS系列（2011年） - 導演、動作導演
    - 假面騎士ACCEL
    - 假面騎士ETERNAL

  - REVICE Forward 假面騎士LIVE&EVIL&DEMONS（2023年） - 導演
- 網路廣播
  - 假面騎士聖刃外傳 劍士列傳（2020年） - 導演
  - 假面騎士聖刃×Ghost（2021年） - 導演
  - 假面騎士Specter×Blades（2021年） - 導演
  - REVICE Legacy 假面騎士VAIL（2022年） - 導演
  - TTFC獨家 劇場版假面騎士REVICE外傳 Birth of CHIMERA（2022年） - 導演
  - 假面騎士JEANNE&假面騎士AGUILERA with Girls Remix（2022年） - 導演
  - Geats Extra 假面騎士PUNKJACK（2023年） - 導演
  - Geats Extra 假面騎士TYCOON meets 假面騎士SHINOBI	（2023年） - 導演

### 超人力霸王系列
- 《大怪獸格鬥 超銀河傳說》（2009年）※主導演
- 《超人力霸王銀河S》（2014年、東京電視台）※主導演
- 《超級格鬥勝利》（2015年）※主導演
- 《劇場版 超人力霸王銀河S 決戰!超人10勇士》（2015年）※主導演
- 《超人力霸王X》4-5話,12-14話（2015年、東京電視台）
- 《超級格鬥歐布》（2017年）※主導演
- 《超人力霸王捷德》（2017年、東京電視台）※主導演
- 《劇場版 超人力霸王捷德 連繫起來！ 願望！！》（2018年）
- 《超人力霸王Z》6-8話（2020年、東京電視台）
- 《超級銀河格鬥系列》（2019-至今）※主導演
- 《超人力霸王特利卡: New Generation Tiga》（2021年、東京電視台）※主導演
- 《超人力霸王Decker》（2022年、東京電視台）
- 《超人力霸王雷古洛斯》（2023年）※主導演

### 電影
- 《武俠片2：臥底》 （1991、特技動作協調 ）
- 《Mission of Justice》 （1992、特技動作協調 ）
- 《強殖裝甲》 Guyver: Dark Hero（1994、替身與特技動作協調 ）
- 《Open Fire》 （1994、特技動作協調 ）
- 《致命目標》（1994、特技動作協調 ）
- 《午夜行踪》（1996、追加攝影部分的特技動作協調 ）
- 《太空卡車》 （1997、特技動作協調 ）
- 《Drive》 （1997、替身與特技動作協調）
- 《鐵弋戰警》Turbo: A Power Rangers Movie（1997、替身與特技動作協調 第二工作組導演）
- 《GEDO The Fatal Blade 》外道（1999、替身與特技動作協調）
- 《Wicked Game》 （2000、導演※横山誠連名）
- 《來自地獄的G-Men》（2000、特技動作協調）
- 《預言3：上升》 （2000、特技動作協調）
- 《神鬼大反撲》 （2000、特技動作協調）
- 《鬼》（2001、特技動作協調）
- 《蟻王》 （2003、特技動作協調）
- 《Broken Path》（2008、導演）

## 外部連結
- アルファスタント公式サイト（页面存档备份，存于）
- Power Rangers RPM拍攝記錄